# دست تقدیر
دست تقدیر فیلمی به کارگردانی  و نویسندگی گرجی عبادیا ساختهٔ سال ۱۳۳۸ است.

## بازیگران
- مهین دیهیم
- عزت حسنعلی
- هوشنگ سارنگ
- هوشنگ بهشتی
- حمیده خیرآبادی
- عباس مصدق
- مانی
- علی زندی
- اصغر شریف
- قبادی
- جمشید مهرداد